# Nacaduba argentina
Nacaduba argentina är en fjärilsart som beskrevs av Prittwitz 1867. Nacaduba argentina ingår i släktet Nacaduba och familjen juvelvingar. Inga underarter finns listade i Catalogue of Life.